# Medical Biodefense Conference

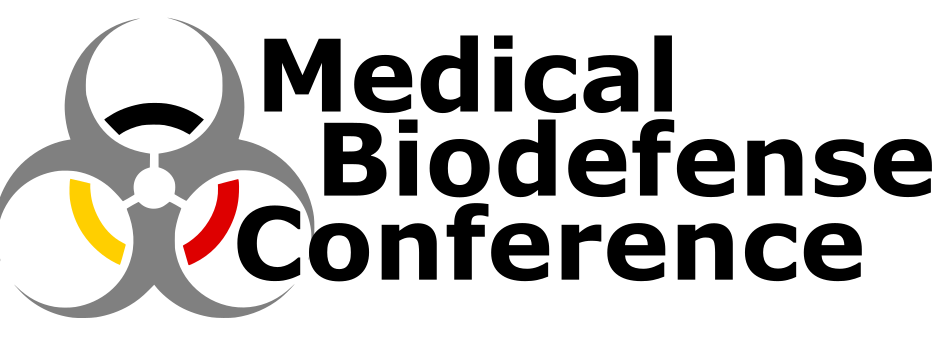
Logo der Münchner Medical Biodefense Conference

Die Medical Biodefense Conference (MBDC) ist eine seit 1994 stattfindende internationale wissenschaftliche Konferenz, die vom Institut für Mikrobiologie der Bundeswehr in München ausgerichtet wird. Ziel der Konferenz ist der interdisziplinäre Austausch über medizinische Schutzmaßnahmen gegen biologische Gefahren. Sie gilt als eine der bedeutendsten internationalen Veranstaltungen im Bereich des medizinischen B-Schutzes.
Die Medical Biodefense Conference ist als sogenannte Vertrauensbildende Maßnahme bei der NATO und dem UN-Büro für Abrüstungsfragen (UNODA) gelistet. Sie ist damit ein offizieller Beitrag der Bundesrepublik Deutschland zum Biowaffenübereinkommen.

## Geschichte
Die erste Konferenz wurde 1994 als "Medizinische B-Schutztagung" ins Leben gerufen. Sie richtete sich zunächst vor allem an nationale, militärisch geprägte Fachkreise. Nach den Anthrax-Anschlägen in den USA im Jahr 2001 wuchs das internationale Interesse an biologischer Gefahrenabwehr deutlich. 2003 nahmen bereits Vertreter aus 18 Nationen teil. Seit 2009 findet die Veranstaltung im zweijährigen Turnus statt und hat sich als Plattform für internationale zivil-militärische Kooperation etabliert.

## Ziele und Inhalte
Die Konferenz bietet eine Plattform für Experten aus Forschung, Militär, Zivilschutz und Gesundheitswesen zur Diskussion aktueller Entwicklungen im Bereich Biodefense. Thematische Schwerpunkte waren unter anderem:
- Diagnostik, Therapie und Prävention bei Infektionen durch gefährliche Erreger und Toxine
- Bio-Preparedness und neue biologische Bedrohungen
- Synthetische Biologie und Gefahren durch Künstliche Intelligenz
- Bioforensik und Dual-Use-Problematiken
- Entwicklung und Erprobung neuer Impfstoffe und Therapeutika
- Mobile diagnostische Systeme und Labore
- Ausbruchsmanagement und Risikoanalyse

## Teilnehmerkreis und wissenschaftliche Rezeption
Die Konferenz richtet sich an ein internationales Fachpublikum aus Wissenschaft, Politik, Militär, öffentlichem Gesundheitswesen sowie Sicherheits- und Katastrophenschutzorganisationen. Seit 2011 verzeichnet die Veranstaltung regelmäßig rund 500 Teilnehmende aus über 50 Staaten. Die Abstracts und Programme der Konferenz werden regelmäßig in Fachpublikationen veröffentlicht, beispielsweise auf OpenAgrar. Fachmedien wie Global Biodefense oder Military Medicine berichten über die Konferenz und heben dabei ihre Bedeutung für die internationale Zusammenarbeit hervor.

## Veranstaltungsort und Organisation
Die Medical Biodefense Conference findet alle zwei Jahre in der Ernst-von-Bermann Kaserne in München statt. Die Vorträge und Diskussionen werden als Präsenzveranstaltung und ausschließlich in englischer Sprache abgehalten.

## Kritik
2001 wurde die als "Medizinische B-Schutztagung" bezeichnete Vorläuferveranstaltung der Medical Biodefense Conference durch den damaligen Friedensforschenden Jan van Aken kritisiert. Es werde versucht, eine öffentliche Diskussion der Biowaffenforschung zu vermeiden und nur handverlesenen Personen Zugang zu der Tagung gewährt. Seit der Umgestaltung der Tagung in eine internationale Konferenz im Jahr 2009 sind die Teilnahme und Einreichung von wissenschaftlichen Beiträgen für die breite internationale Fachöffentlichkeit, sowie mediale Berichterstattung möglich.

## Rundfunkberichte
- Michael Stang, Medical Biodefense Konferenz, in Deutschlandfunk – "Forschung aktuell" vom 9. April 2025